# Серджо Зийман
Серджо Зийман (на английски: Sergio Zyman) е мексикански рекламист и маркетолог.
Той е председател и основател на „Zyman Group”  и бивш маркетинг директор на „Coca-Cola Company”. Завършил е магистърска степен по Бизнес управление в „Харвард“ и е посещавал курсове в Лондон, Париж и Йерусалим. 
През 2008 г. му е връчена награда за постижения от испанската Национална агенция по реклама. Има издадени четири книги, три от които са преведени на български. Започва работа по петия си труд през 2011 г.
Благодарение на над 30-годишния си опит, Зийман създава и развива революционни принципи, които доказват успеваемостта на планираните маркетингови стратегии чрез постигането на положителни бизнес резултати. Отхвърля всички предишни правила в отрасъла и насърчава използването на научни, обосновни чрез експерименти пазарни похвати. Негова е прословутата фраза, станала мото в рекламния бизнес: „Продавайте повече неща на повече хора по-често и за повече пари"TM”.
Серджо Зийман е роден в град Мексико. Започва кариерата си като управител в различни фирми в Япония, Бразилия, Гватемала и Ню Йорк. По-късно се мести в Атланта и подписва първия си договор с „Coca-Cola”. Там участва в изграждането на брандове като „Coca-Cola Light” (известна в САЩ като „Diet Coke”), „Cherry Coke” и „New Coke". Напуска компанията през 1988 г. и създава „Core Strategy Group”.  Участва дейно в издигането на кандидатурата и създаването на предизборната кампания на бившия мексикански президент Висенте Фокс.
През 1993 г. Зийман е убеден от бившия председател на „Coca-Cola”, Роберто Гоизуета, да заеме позиция, не съществувала дотогава в никоя компания – главен маркетинг директор. След приемането на поста Серджо Зийман преразглежда из основи маркетинговата философия на световния производител на безалкохолни напитки и постига скок в продажбите, невиждан от „Coca-Cola” дотогава. Главоломният ръст от 9 милиарда на 15 милиарда каси бележи най-големия скок в историята на „Coca-Cola”.  Скоро след това издава и свръхуспешната си първа книга „Краят на маркетинга, какъвто го познаваме“. 
През 1999 г. основава „Zyman Group” – международна консултантска фирма в областта на рекламата и маркетинга. Клиентите на компанията са предимно от хранително вкусовата промишленост, индустриални производители, известни търговци и комуникационни гиганти. Според списание „Inc.” „Zyman Group” е една от най-бързо разрастващите се консултантски агенции в Съединените щати. През 2005 г. контролният пакет акции бива продаден на „MDC Partners”.
| „ | Маркетингът е системно и логично изработване на планове и предприемане на действия, които да накарат повече хора да купуват вашия продукт по-често, така че компанията да печели повече пари. | “ |